# Godardia ansorgei
Godardia ansorgei är en fjärilsart som beskrevs av Rothschild 1903. Godardia ansorgei ingår i släktet Godardia och familjen praktfjärilar. Inga underarter finns listade i Catalogue of Life.